# Encyrtoscelio japonicus
Encyrtoscelio japonicus är en stekelart som beskrevs av Virgilio Caleca 1995. Encyrtoscelio japonicus ingår i släktet Encyrtoscelio och familjen Scelionidae. Inga underarter finns listade i Catalogue of Life.